# Splittertarnmuster

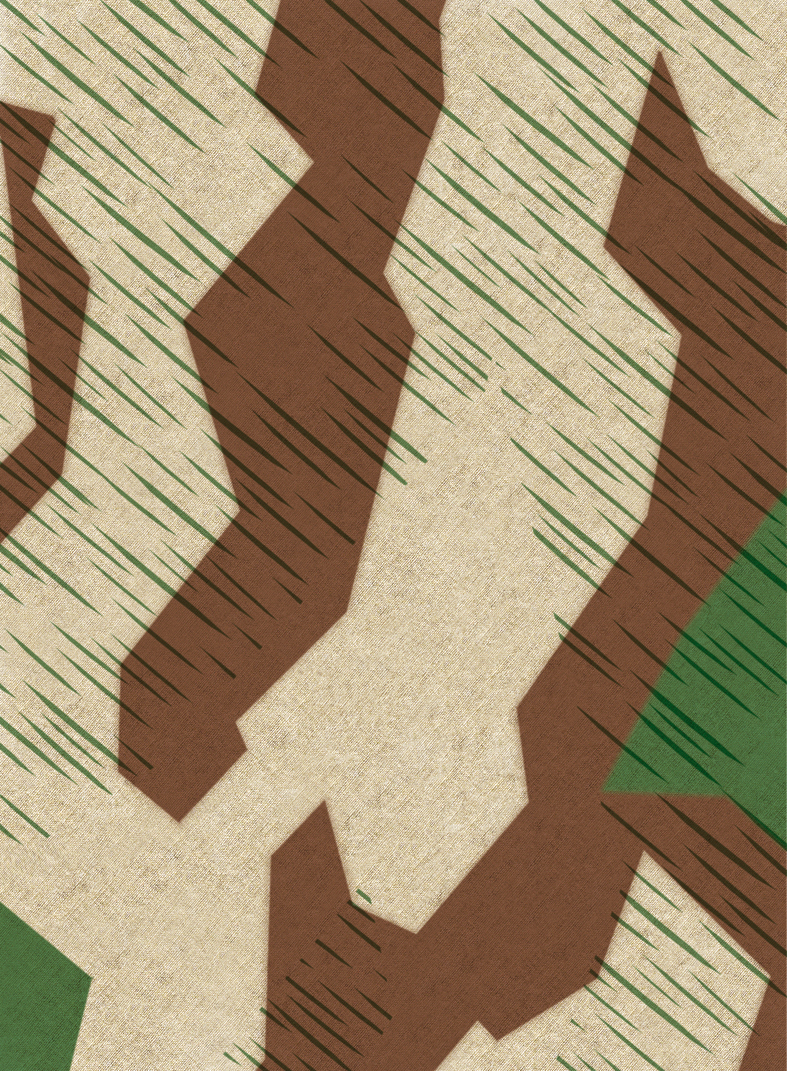
Рисунок Splittertarn 31

Splittertarnmuster, Splittertarn или Splittermuster («осколочный камуфляж») — четырёхцветный военный маскировочный рисунок, разработанный в Германии в конце 1920-х годов и принятый на вооружение рейхсвером в 1931 году.

## Разработка
Изначально Splittertarnmuster наносился на незадолго до того разработанную и выпущенную треугольную палатку / пончо, называемой dreiecks zeltbahn (треугольный брезент), так же, как итальянский telo mimetico, внедрявшийся как рисунок палатки. Известный на немецком языке как Buntfarbenaufdruck 31 (цветной шрифт 31), где число «31» соответствует году его выпуска, «осколочный рисунок» позднее стал применяться Вермахтом для нанесения на обмундирование. Древесно-коричневые и средне-зелёные многоугольники, напечатанные на светло-серо-коричневом фоне. В некоторых местах для улучшения эффекта камуфляжа применялся случайный узор зелёных штрихов, называемых каплями дождя.
Предложенный в 1931 году и введённый в 1932 году четырёхцветный камуфляж включал «осколки» поверх цветного паттерна 1918 года. Рисунок состоял из охры, ржавого и коричневого цвета на зелёном основании с острыми углами между цветными пятнами. Этот новый рисунок был напечатан на материале zeltbahn и мог также использоваться в качестве камуфляжного дождевика в полевых условиях. Обе стороны материала демонстрировали одинаковый рисунок, но печать была ярче только с одной стороны.
Приглушённый серо-бежевый оттенок заменил жёлто-охристый цвет. Поверх этого фона были нанесены трафаретные рисунки зелёного и коричневого цвета. Последним нововведением, применявшимся к этой цветной камуфляжной окраске, были «осколки», неравномерно напечатанные на ткани. Направленные тёмно-зелёные пунктирные линии («трава» или «дождь») были напечатаны в выбранных областях, чтобы помочь разбить силуэт. Многие аналогичные «дождливые» паттерны, вдохновлённые шплиттермустером, после войны применялись странами Варшавского договора. Во время войны меры по экономии затрат требовали, чтобы рисунок на текстиле наносился с изменёнными цветами, и многие из более дешёвых двухцветных вариантов были отвергнуты. Эти меры экономии привели к значительным отклонениям от исходных цветовых схем. В 1941 году немецким парашютистам для вторжения на Крит были выпущены специальные куртки в расцветке шплиттермустер.

## Варианты
В зависимости от года выпуска и оттенков расцветки в Вермахте различались шесть основных видов камуфляжа: — Splittermuster A (оскольчатый, обр. 1931 г.), — Splittermuster B (оскольчатый, обр. 1941 г.), — Splittermuster C (оскольчатый, обр. 1943 г.), — Splittermuster D (оскольчатый, обр. 1944 г.), — Sumpfmuster A (болотный, обр. 1943 г.), — Sumpfmuster B (болотный, обр. 1944 г.)

### Heeres-Splittermuster 31
В 1942 году были выпущены Tarnhemd (халат) и Tarnhelmüberzug (чехол для шлема), оба из лёгкого льняного твила в ёлочку. Камуфляжный рисунок наносился только на одну сторону; другая сторона была оставлена белой для маскировки в снегу.
В апреле 1942 года был запущен в производство костюм Wintertarnanzug, состоявший из мягкой куртки, брюк, съёмного капюшона и рукавиц. Маскировочный рисунок на нём также печатался только на одной стороне, другая сторона оставалась белой. Было произведено небольшое количество подобных костюмов. Большее распространение получил подобный набор, выполненный в мышином или полевом сером.
Многие неофициальные предметы одежды и чехлы для шлемов производились в полевых условиях или изготавливались по индивидуальному заказу, в основном из плащ-палаток Zeltbahn. Они включали в себя версии форменной одежды, десантных халатов, полевых курток, рюкзаков и танковых курток. Более поздние материалы включали вискозное волокно.

### Luftwaffen-Splittermuster 41

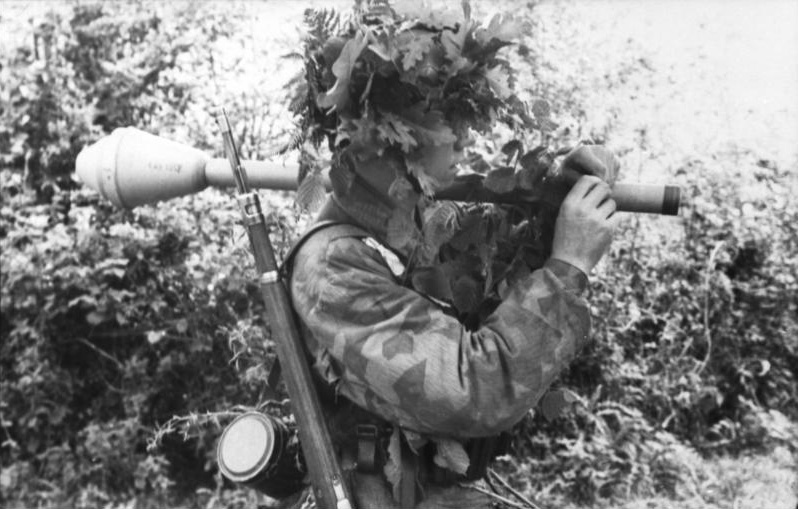
Немецкий паршютист в куртке с рисунком Splittermuster41

Luftwaffen-Splittermuster 41 (также Buntfarbenaufdruck) — версия шплиттермустера для люфтваффе с меньшими «осколками» и более сложным рисунком, вероятно, разработанный не ранее 1941 года. Вариант Splittermuster 31 Люфтваффе известен в литературе как «Splittermuster B». Образец использовался для десантных халатов для парашютистов Fallschirmjäger и для полевых курток авиаполевых дивизий Люфтваффе. Кроме того, с подобным рисунком изготавливались чехлы для шлемов, бандольеры и сумки для гранат. Производство Splittermuster B закончилось в 1944 году.

## Иностранные варианты

### Швейцария

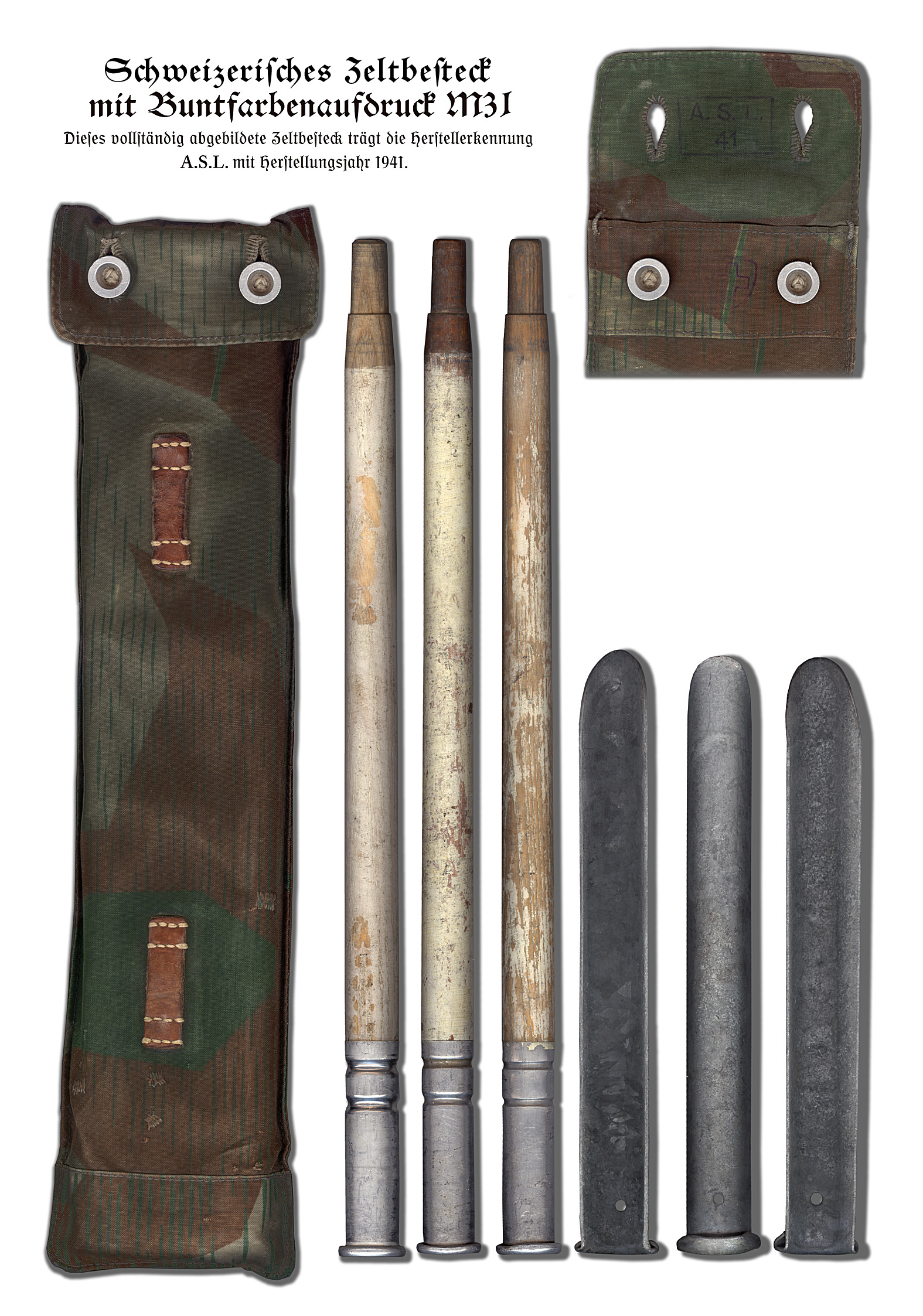
Чехол для принадлежностей к плащ-палатке швейцарской армии в местном варианте Splittermuster

В 1940 году в швейцарской армии был введён пятицветный маскировочный рисунок с типичными угловатыми пятнами. В дополнение к цветам, которые были очень похожи на немецкую модель, здесь также были разбросаны средне-коричневые пятна. Кроме того, в некоторых вариантах исполнения пунктирные линии были более толстыми, чем на Splittermuster 31. Шаблон использовался до 1955 года.

### Польша
В Польше в 1956 году был внедрён осколочный камуфляж, который в целом был полностью основан на Splittermuster 1931 года. Разница очевидна в выборе цвета. Вместо коричневого в польском камуфляже использовался светлый оттенок серого, смешанный с фиолетовым, а зелёный — темнее и содержит больше красного. Серо-бежевые пунктирные лини немецкого образца выглядят здесь жёлтыми. Как и в Германии, этот паттерн был предназначен для круглогодичного использования. Однако, уже в 1960 году польская армия отказалась от его использования. Его преемником стал польский вариант камуфляжа «Дождь», представлявшего собой тонкие коричневые штрихи на сером фоне.

### Болгария

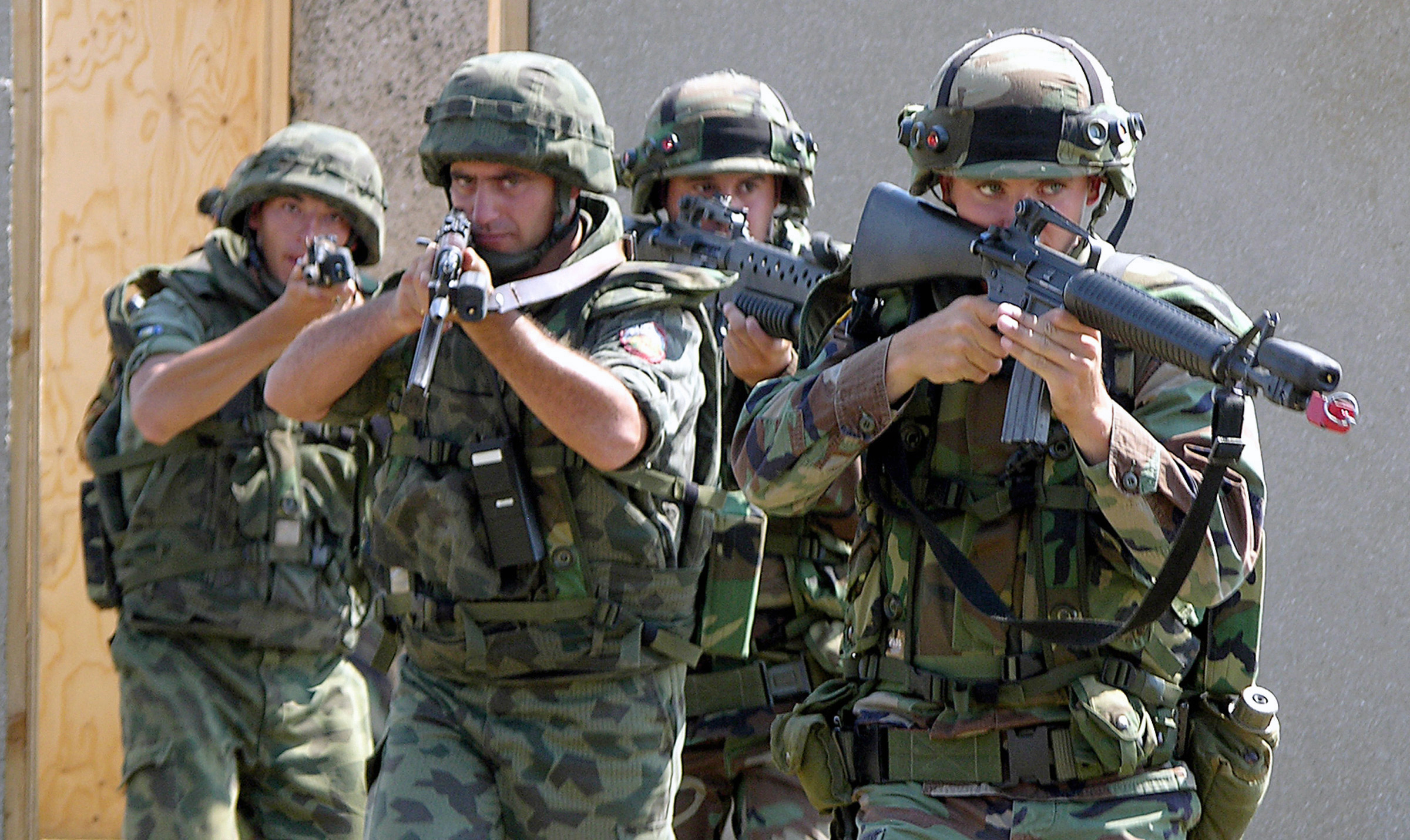
Современный болгарский шплиттермустер (двое солдат слева)

Во время Второй мировой войны болгарские десантники были оснащены камуфлированной формой в варианте Luftwaffen-Splittermuster 41. Его типичный квадратный вид с пунктирными линиями стал национальным камуфляжем Болгарии и постоянно развивался. Он носился как комбинезон и как костюм из двух частей для десантников, пограничных войск и горно-стрелковых частей. У горной версии были большие накладки укрепляющих материалов на коленях, локтях, запястьях и плечах и чёрные накладки под руками, вокруг воротника и в промежности.
Для десантников в 1953 году была введена трёхцветная модель, которая базировалась непосредственно на ярких цветах, напечатанных в 1941 году для немецких десантников. Пунктирные линии здесь не были выровнены равномерно в одном направлении, но могли варьироваться в ограниченных рамках. Цвета были основаны на оригинальной модели, но использовали другие тона. Болгарский осколочный рисунок обр. 1953 года был позже выдан спецназу и носился до 1991 года.
В 1960-х и 1970-х годах производились эксперименты с различными формами и цветами. В 1979 году была выпущена ещё одна версия десантного камуфляжа года с волнистыми пунктирными линиями, которая снова была ближе к немецкой модели. В 1997 году была запущена текущая трёхцветная печать для ярких цветов для всей болгарской армии.

### Швеция

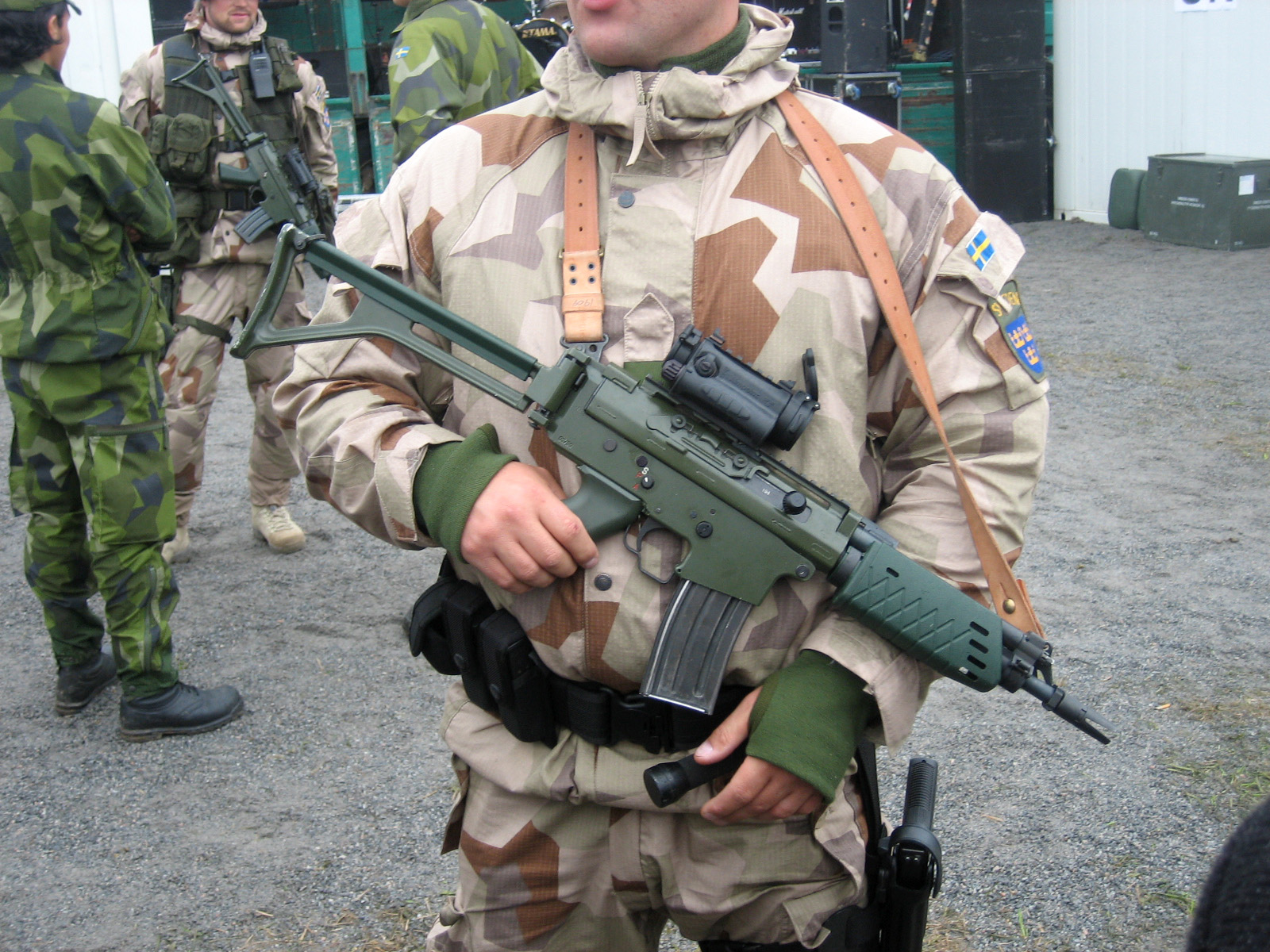
Шведский пустынный камуфляж M90K

С 1990 года шведские вооружённые силы несли четырёхцветный M90 Splittertarnmuster, который близок к расцветке Splittermuster 31 благодаря возобновлению острых линейных треугольных пятен. Различия заключаются в схеме, потому что пятна не распределены свободно, а непосредственно примыкают и не пересекаются пунктирными линиями. Синие, хаки и светло-зелёные пятна расположены на тёмно-зелёном фоне. Этот камуфляж передавался Латвии для ношения в составе миротворческих сил в Боснии и Герцеговине.